# 维克托·齐尔伯曼
维克托·齐尔伯曼（羅馬尼亞語：Victor Zilberman，1947年9月20日—），罗马尼亚男子拳击运动员。他曾代表罗马尼亚参加1968年、1972年和1976年夏季奥林匹克运动会拳击比赛，其中1976年奥运会获得一枚铜牌。